# Малое Орехово (Московская область)
Малое Орехово — деревня в городском округе Серебряные Пруды Московской области.

## География
Находится в южной части Московской области на расстоянии приблизительно 21 км на запад-северо-запад по прямой от окружного центра поселка Серебряные Пруды.

## История
Известна с 1795 года как сельцо Арехово, В 1816 году здесь было 22 двора и 2 господских дома, в 1858 — 18 дворов, в 1974 — 5. В советское время работали колхозы «Передовик», им. Шверника, «Заветы Ильича», позднее филиал Щелковской птицефабрики. В период 2006—2015 годов входила в состав сельского поселения Узуновское Серебряно-Прудского района. Ныне имеет дачный характер.

## Население
Постоянное население составляло 205 человек (1816), 218 (1858), 3 (1974), 0 как в 2002 году, так и в 2010.